# SV Bardenbach
Der SV Bardenbach ist ein Sportverein aus Bardenbach, einem Stadtteil von Wadern im Landkreis Merzig-Wadern. Der Verein wurde im Jahre 1946 gegründet. Die erste Fußballmannschaft der Frauen spielt seit dem Abstieg im Jahre 2014 in der Verbandsliga Saarland.

## Geschichte
Im Jahre 2009 gelang der Frauenmannschaft der Aufstieg in die Regionalliga Südwest. Nach zwei Jahren im unteren Teil der Tabelle gelang im Jahre 2012 der Aufstieg in die 2. Bundesliga. Dort war die Mannschaft jedoch überfordert und musste mit nur zwei Saisonsiegen als Tabellenletzter wieder absteigen. Beim 1. FC Köln unterlagen die Bardenbacherinnen mit 1:12. In der Saison 2013/14 wurde der SVB in die Verbandsliga durchgereicht.
Dreimal konnte sich die Mannschaft für den DFB-Pokal qualifizieren. Jedes Mal schieden die Bardenbacherinnen in der ersten Runde aus. Im Jahre 2002 qualifizierten sich die B-Juniorinnen des Vereins für die Deutsche Meisterschaft, blieb aber in ihrer Vorrundengruppe ohne Punktgewinn.
Die erste Mannschaft der Männer spielte seit dem Aufstieg im Jahre 2006 in der Bezirksliga. 2013 gelang der Aufstieg in die Landesliga West. Dort verpasste der Neuling in der Saison 2013/14 mit dem dritten Tabellenrang einen weiteren Aufstieg nur knapp.

## Erfolge
- Meister der Regionalliga Südwest 2012
- Meister der Verbandsliga Saar 2009
- Saarlandpokalsieger 2008, 2009, 2011

## Bekannte Spielerinnen
- Christina Arend
- Vicky Hinsberger
- Nicole Müller, aktuelle Spielerin seit 2012
- Patrycja Pożerska
- Ann-Katrin Schinkel
- Agata Tarczyńska
- Amy Thompson